# Kiosk
Kiosk je hudební skupina původně založená v Íránu.
Skupina vznikla v roce 2003 v Teheránu a začala se kriticky vyjadřovat k vládnoucímu režimu. Skupinu založil Arash Sobhani. Po perzekucích ze strany íránských úřadů skupina emigrovala do Kanady. V zahraničí následně skupina vydala několik alb, prvním z nich byla v roce 2005 deska Adam e Mamooli. Tematicky své písně sama skupina popisuje jako protest proti íránskému establishmentu nebo jako písně o neúspěšných mezilidských vztazích. Písně nemají jednotný styl, skupina se inspirovala v tradičních blízkovýchodních písních i v moderních hudebních stylech.

## Členové skupiny
- Arash Sobhani – zpěv, akustická kytara
- Ali Kamali – basová kytara
- Mohammad Talani – elektrická kytara
- Shahrouz Molae – bicí
- Tara Kamangar – housle

## Diskografie
- 2008 – Yarom Bia
- 2009 – Morgh e Sahar
- 2009 – Dasht e Sabz
- 2009 – Nameh Be Sardar
- 2014 – Strange Days
- 2018 – To Ro Mikham